# Catillaria rugulosa
Catillaria rugulosa är en lavart som först beskrevs av Hepp, och fick sitt nu gällande namn av Georg Lettau. Catillaria rugulosa ingår i släktet Catillaria, och familjen Catillariaceae. Arten är reproducerande i Sverige.